# Óriástök
Az óriástök (Cucurbita maxima) a tökvirágúak (Cucurbitales) rendjébe, ezen belül a tökfélék (Cucurbitaceae) családjába tartozó faj.

## Előfordulása
Az óriástök eredeti előfordulási területe a dél-amerikai Bolíviától Argentína északi feléig, valamint Uruguayig tart.
Mivel közkedvelt haszonnövény, az ember a világ számos tájára széthordta. Ez a tökféle a következő országokban és térségekben hozott létre vadonnövő állományokat: Albánia, az Andamán- és Nikobár-szigetek, Arkansas, Asszám, Banglades, Benin, a Cook-szigetek, Csád, Csehország, Dél-Karolina, Dominikai Köztársaság, Ecuador, Elefántcsontpart, Észak-Karolina, Gambia, Georgia, Guinea, Haiti, a Himalája keleti és nyugati oldalai, India, Kamerun, Kazahsztán, Kongói Demokratikus Köztársaság, Koreai-félsziget, Kuba, Maine, Massachusetts, Michigan, Nauru, New York, Ohio, a Pápua-öböl szigetei, Pennsylvania, Peru, Puerto Rico, Szlovákia, Trinidad és Tobago, Utah, Venezuela és a szigetei, Vermont, Virginia, Wisconsin, Új-Zéland és Zöld-foki Köztársaság.
A termesztésben a hasznosítástól függően számos változatát alakították ki.

## Képek

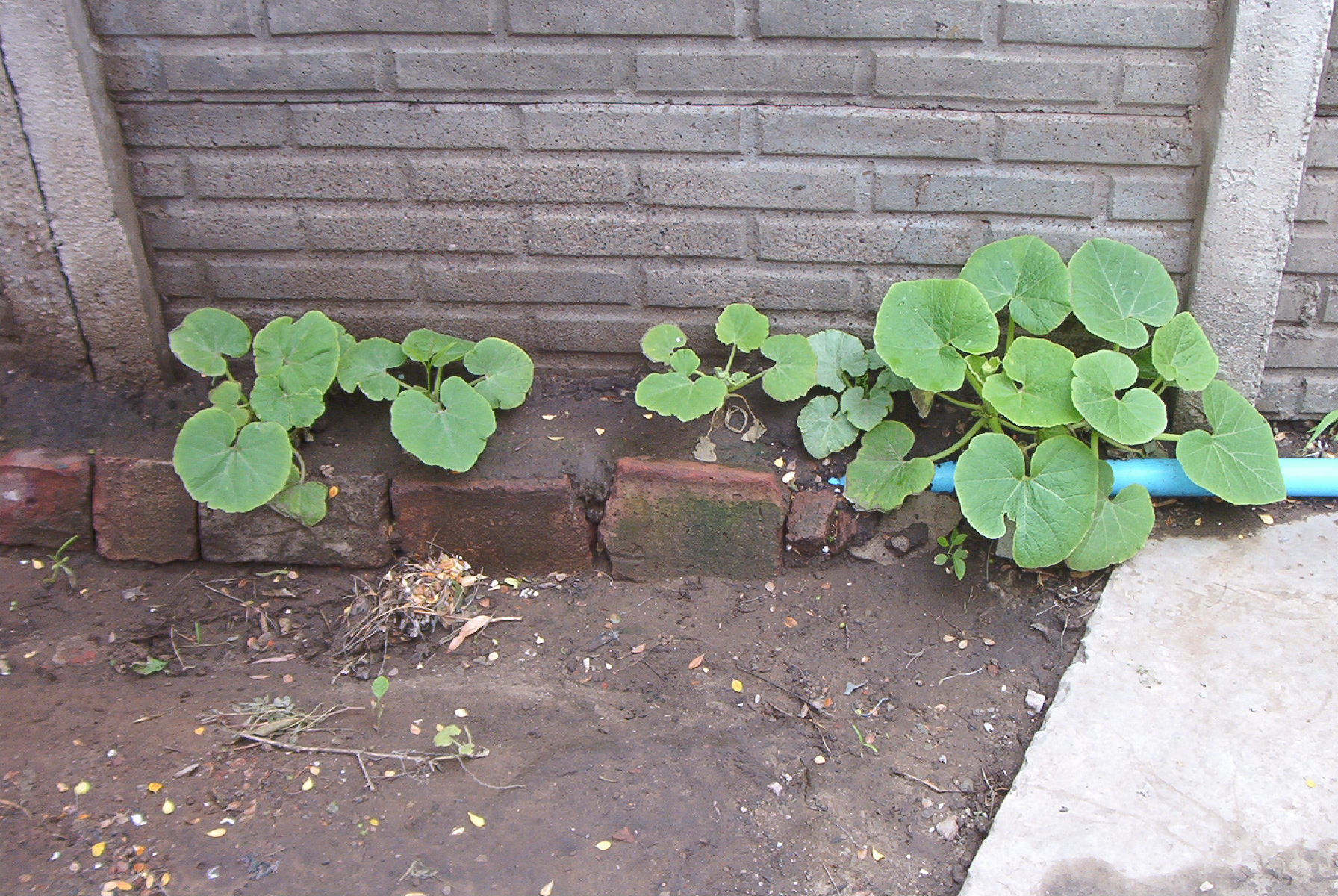
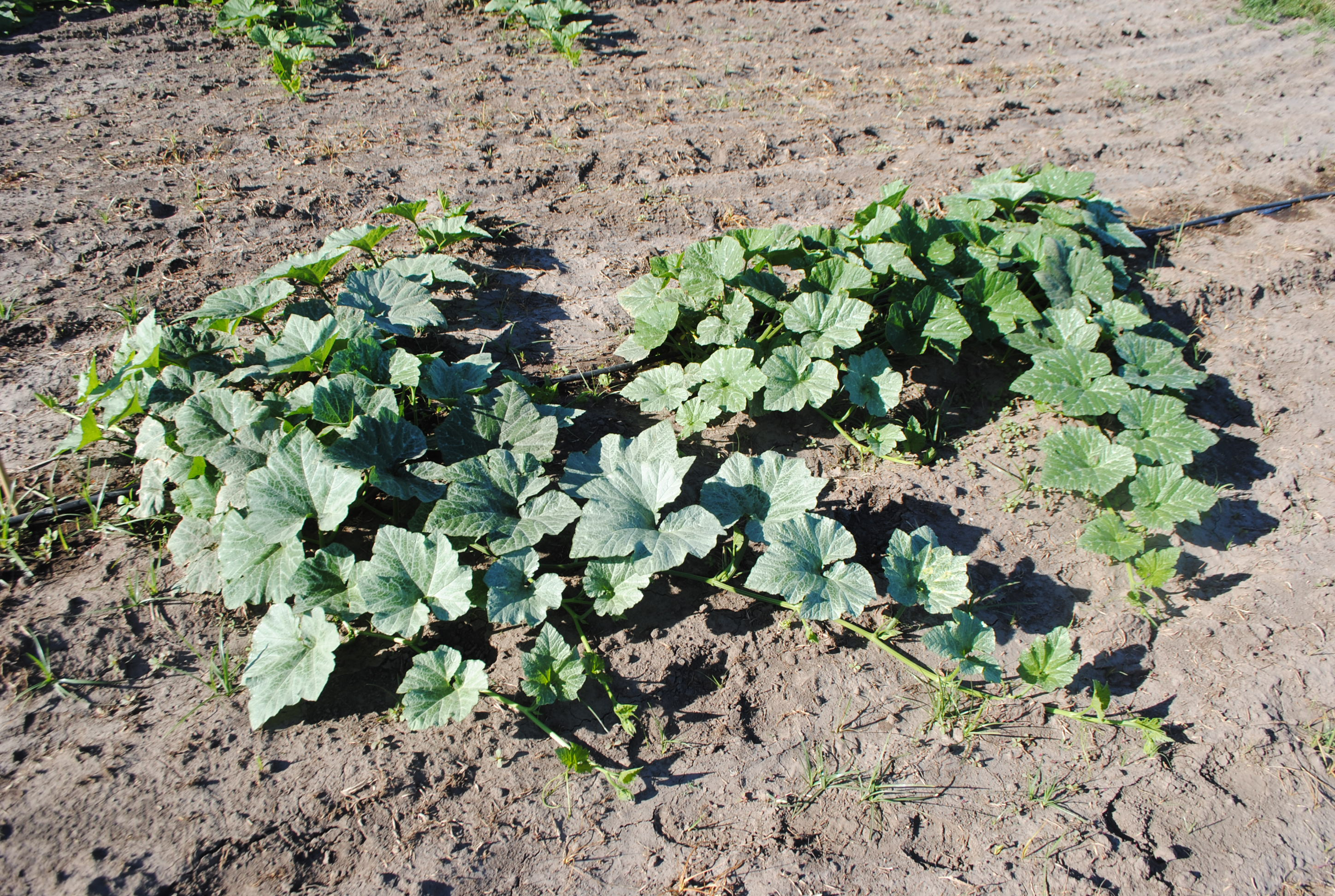
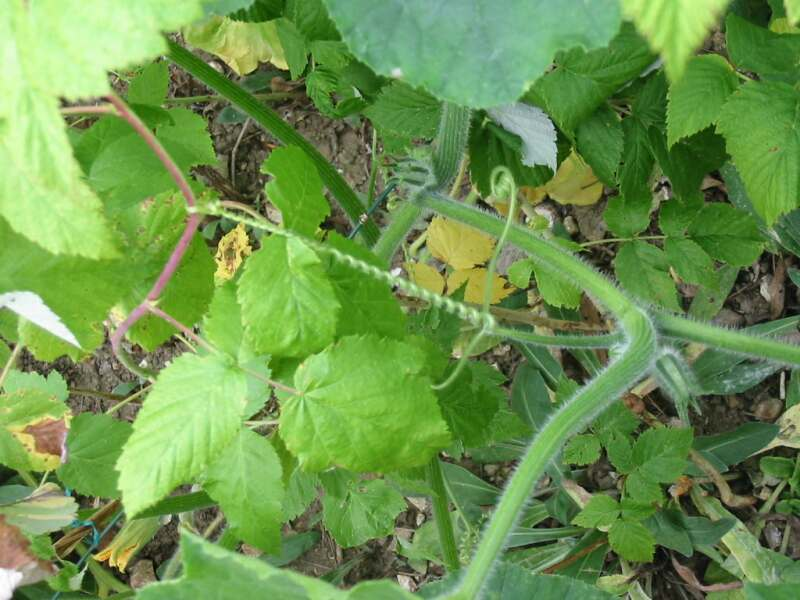
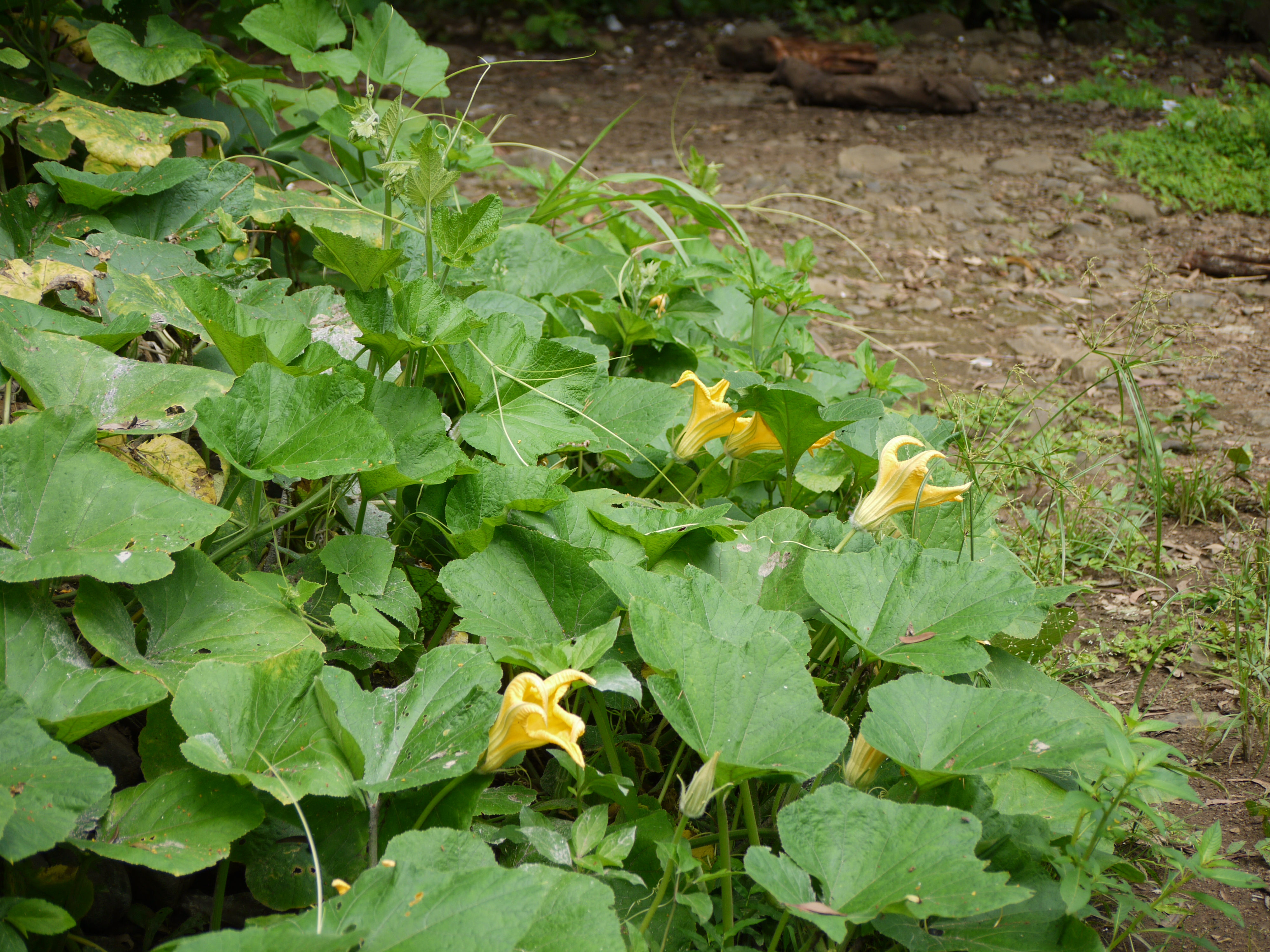
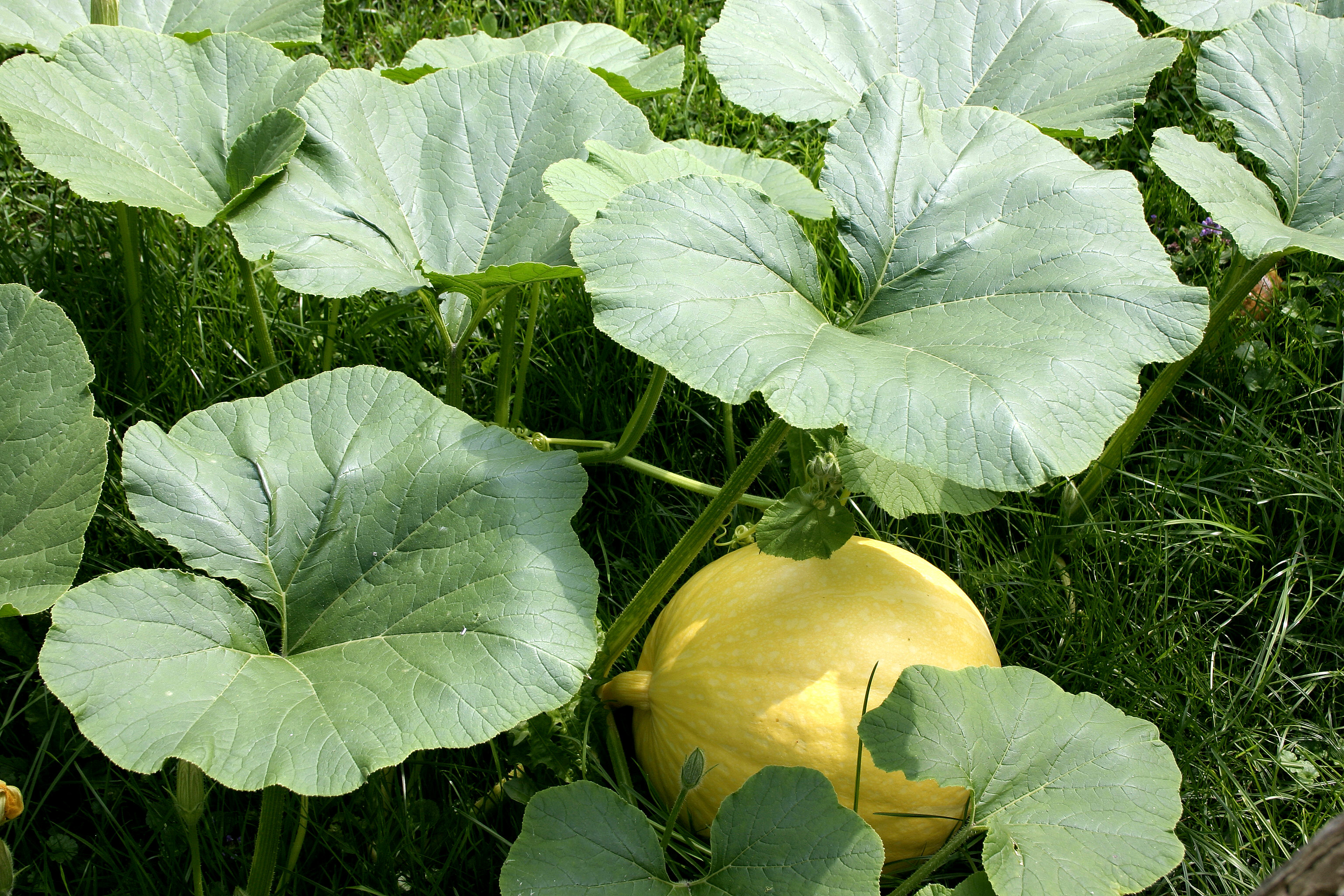
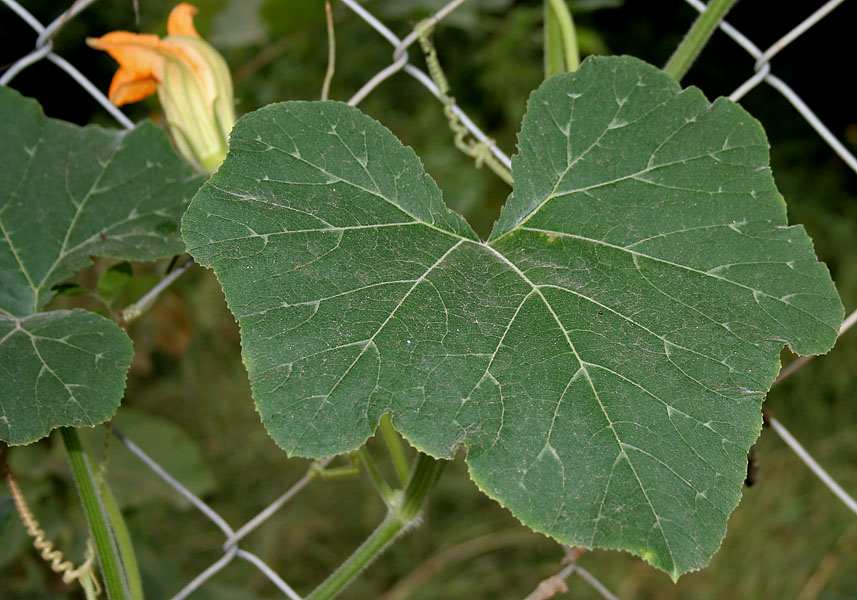
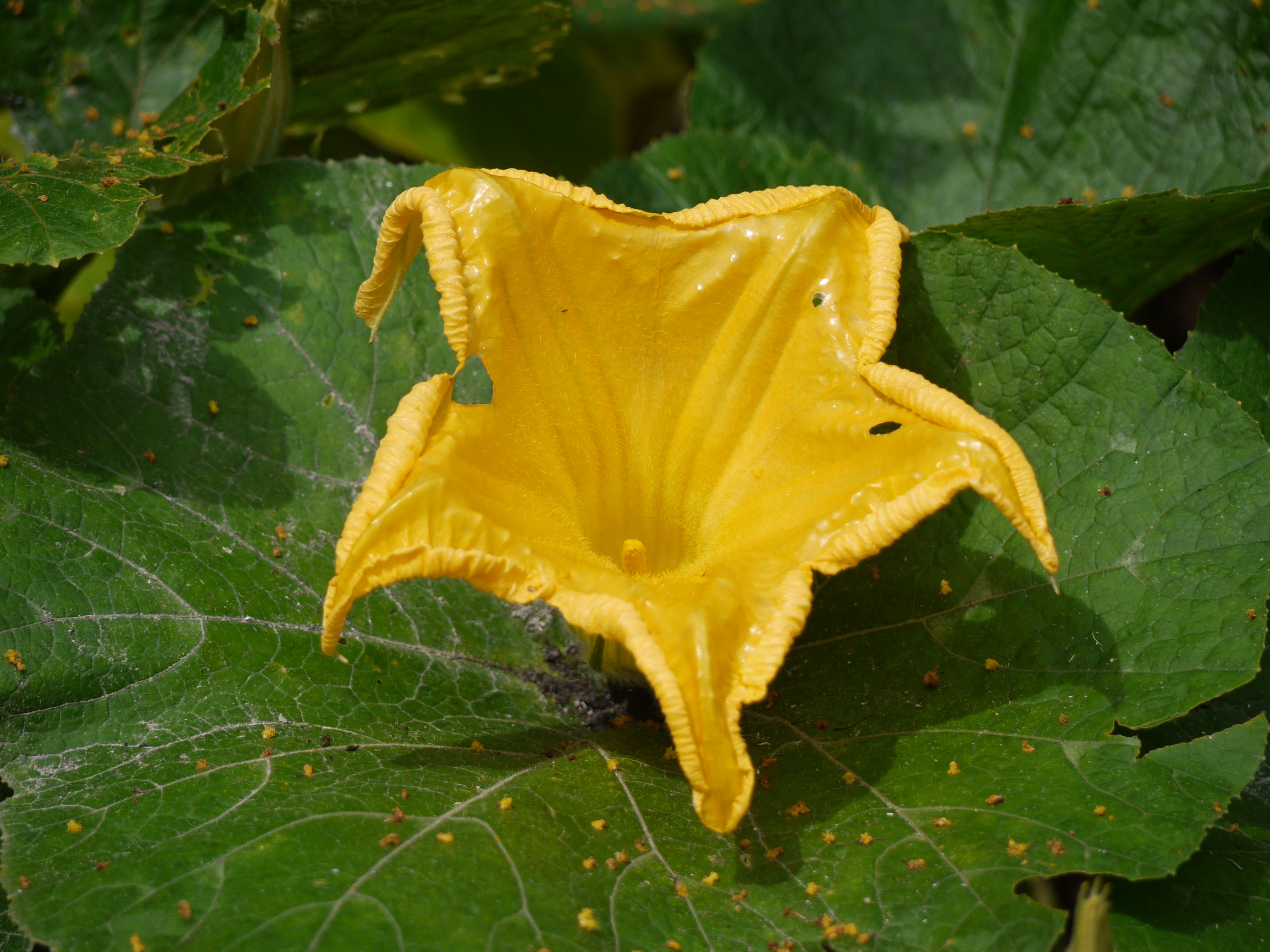
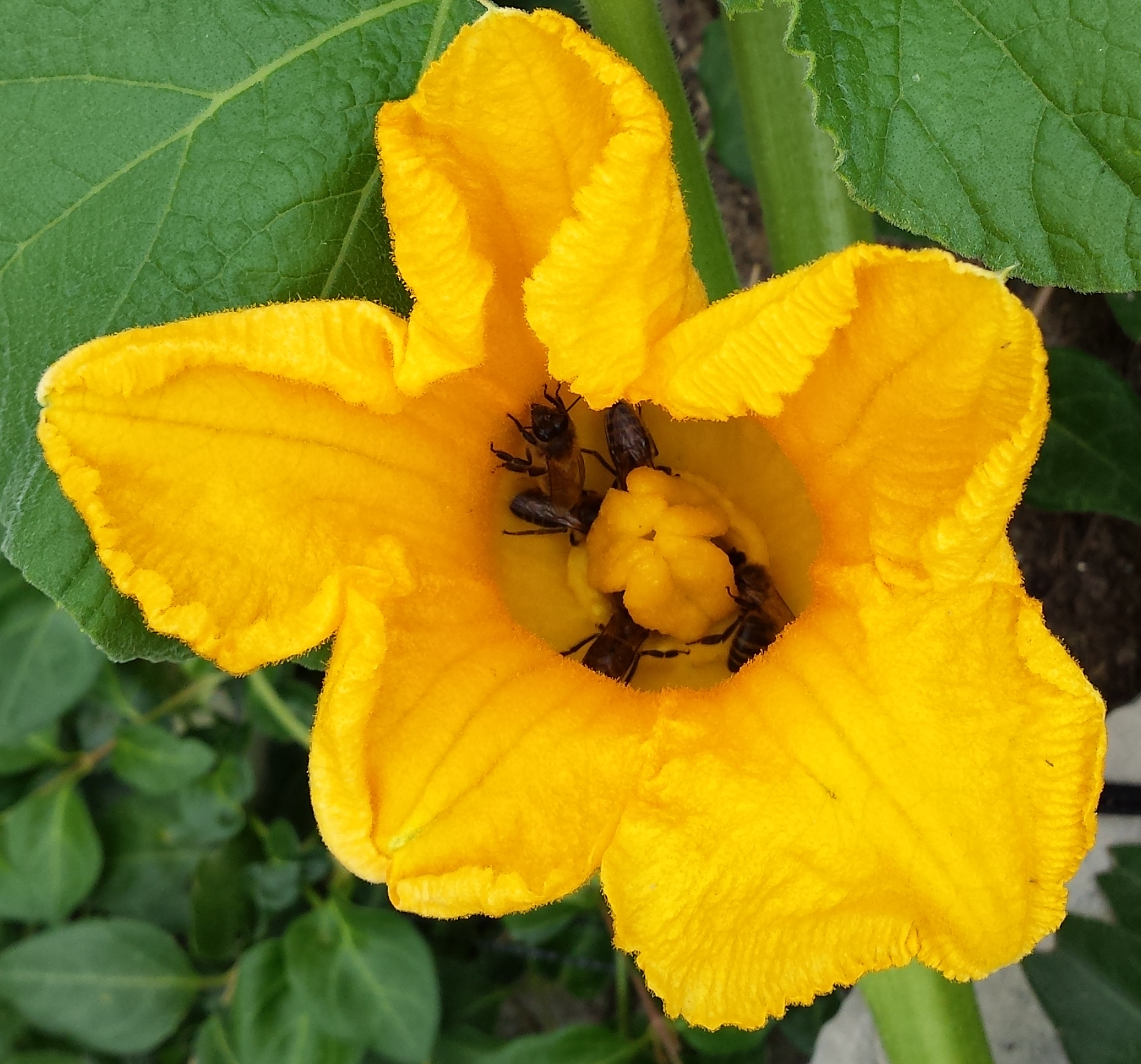
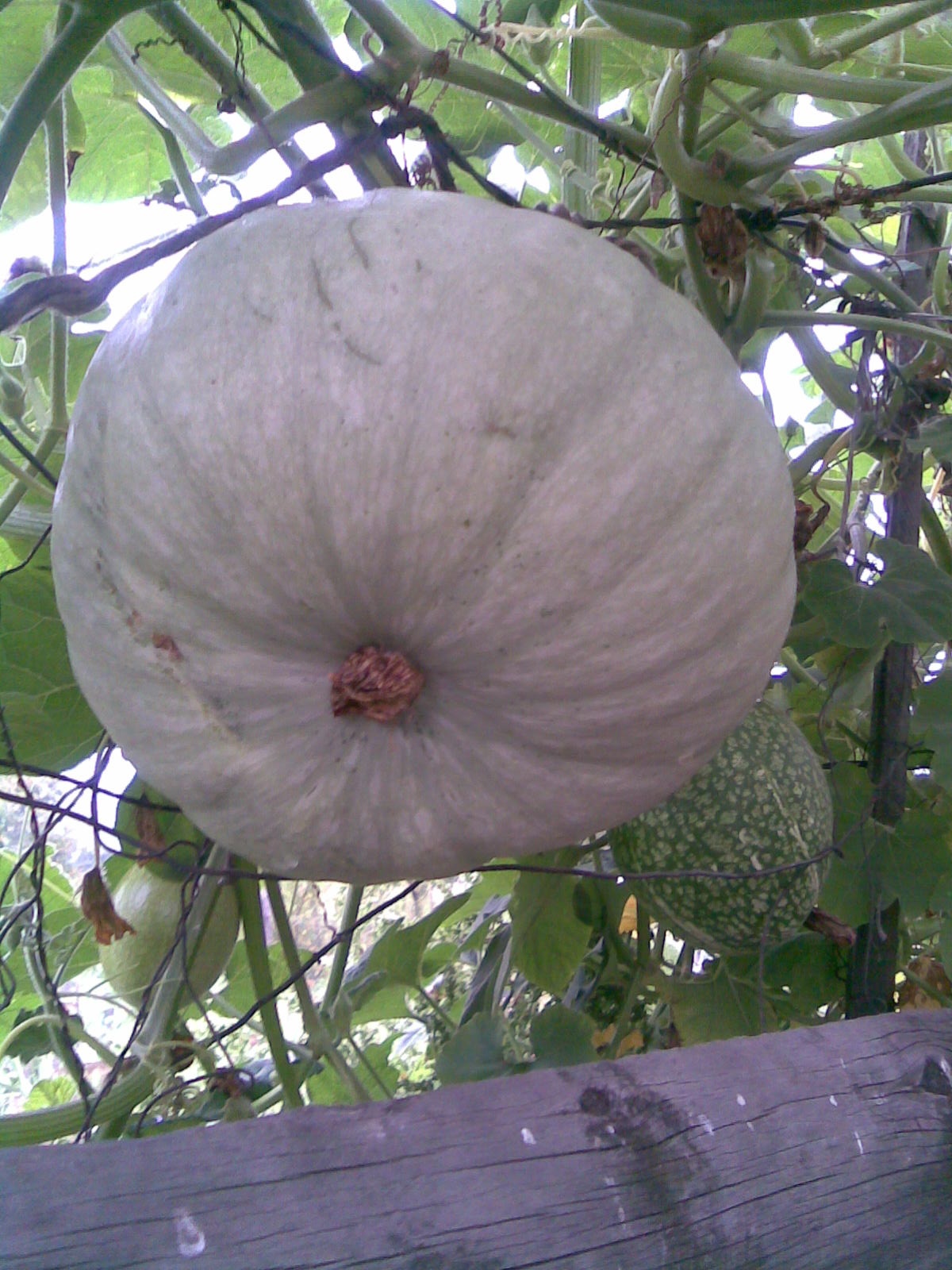
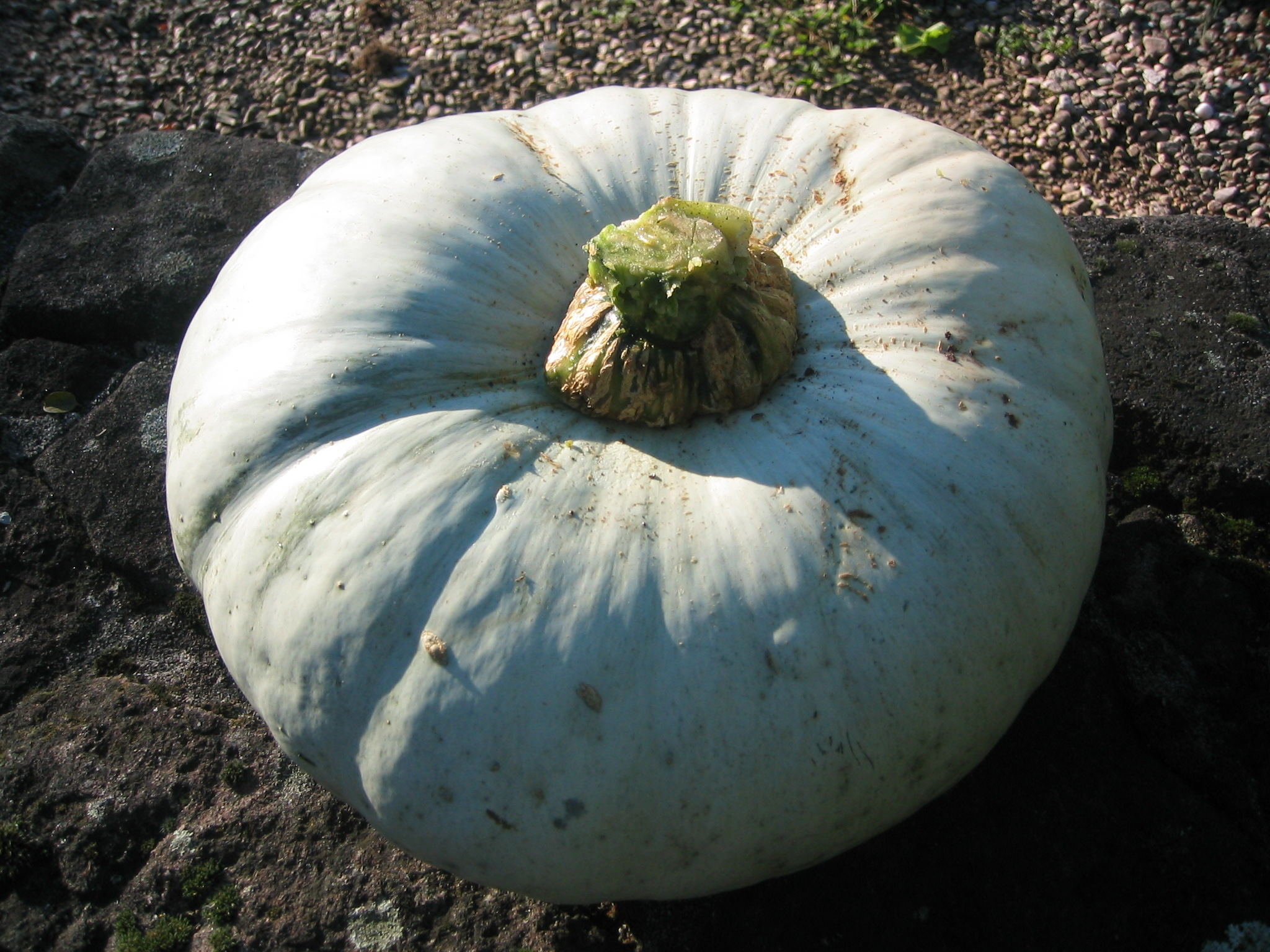
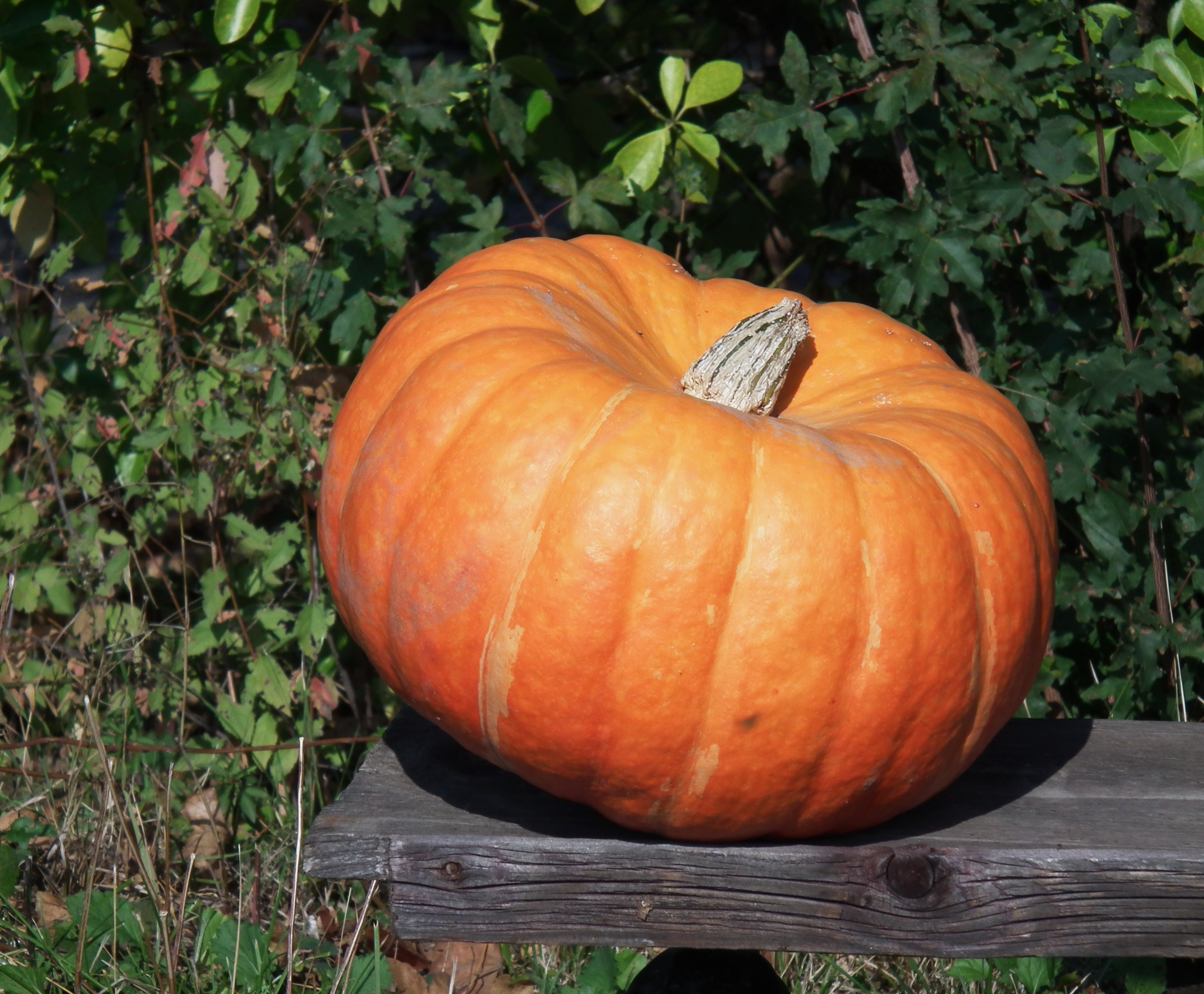
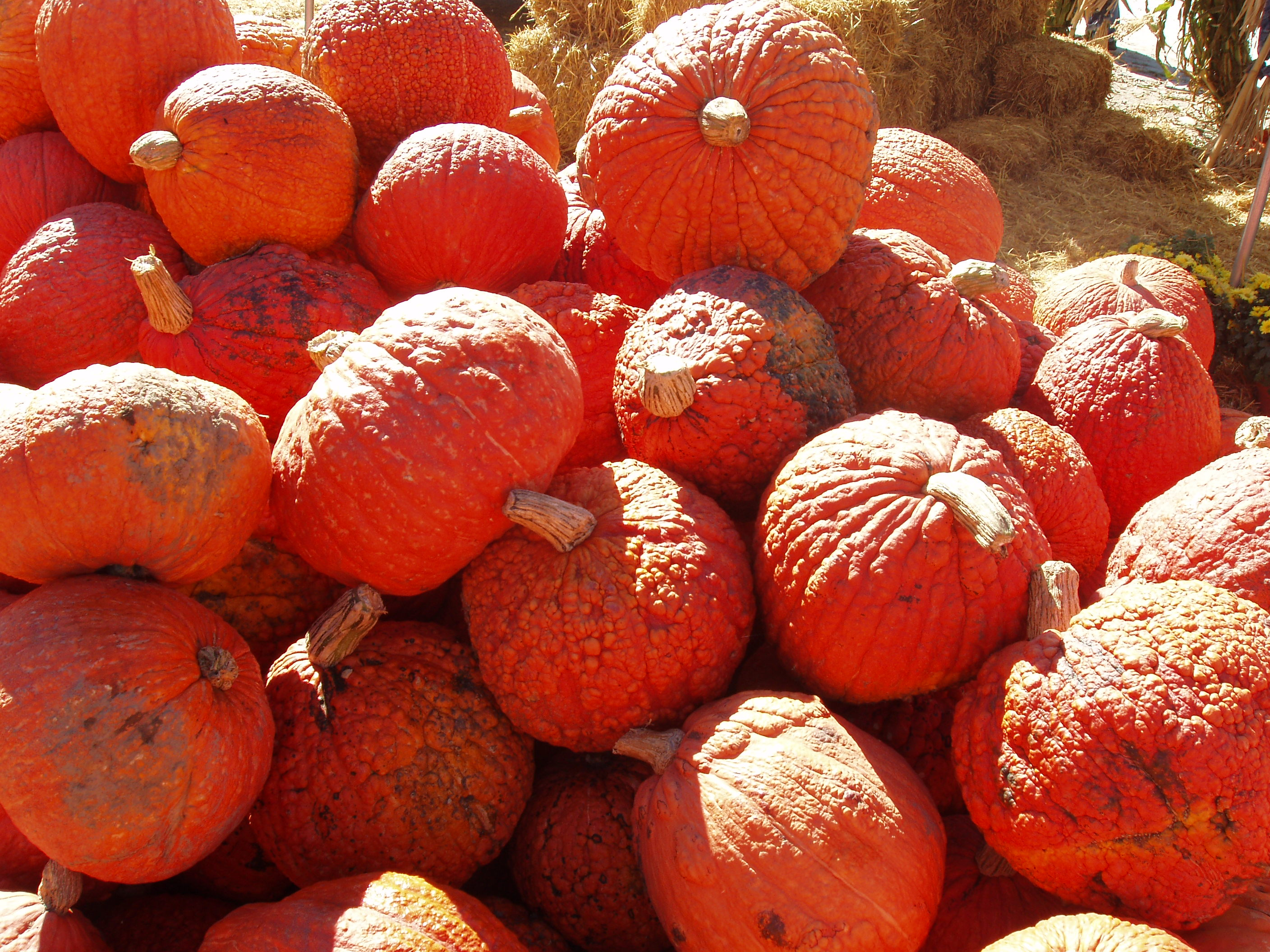
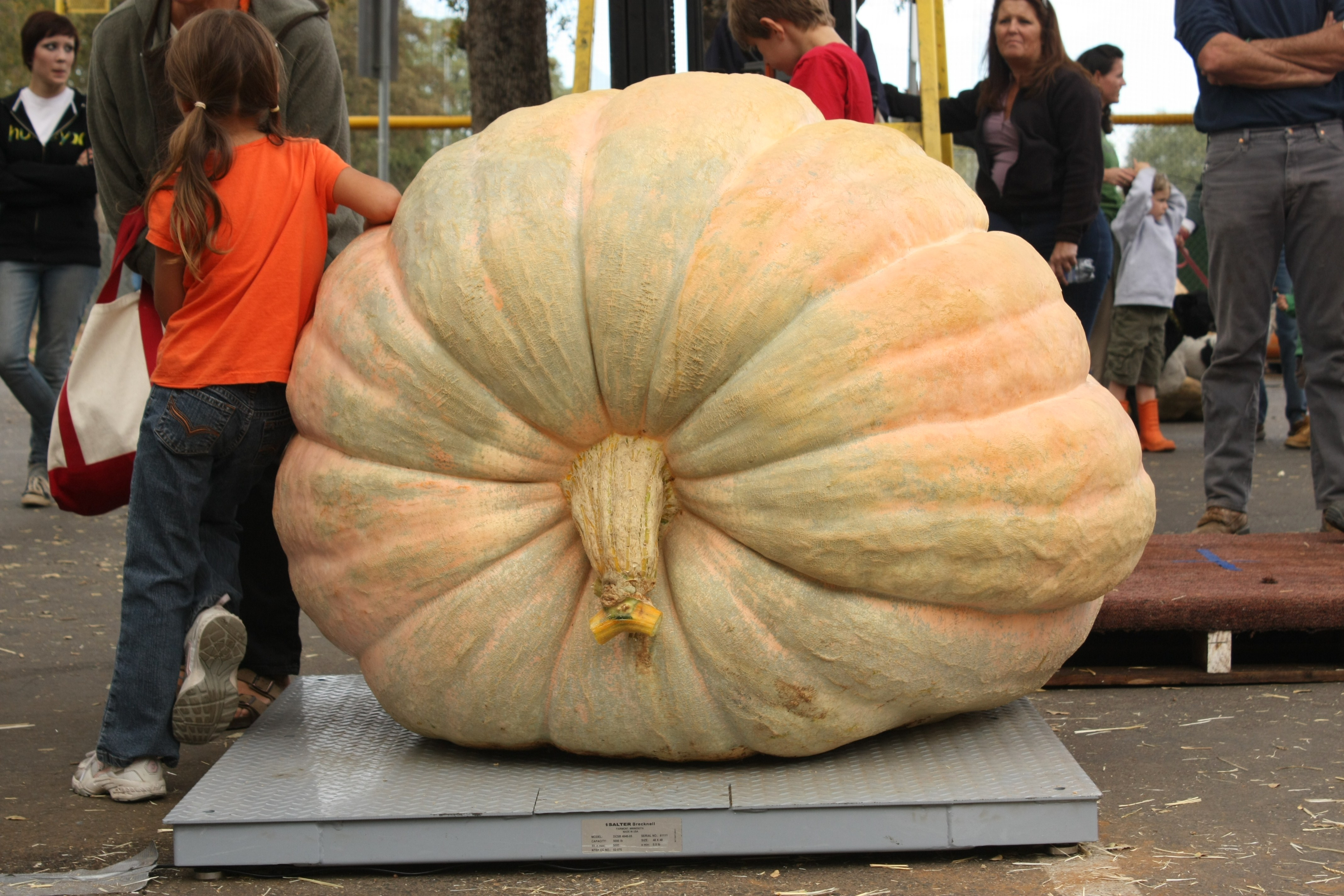
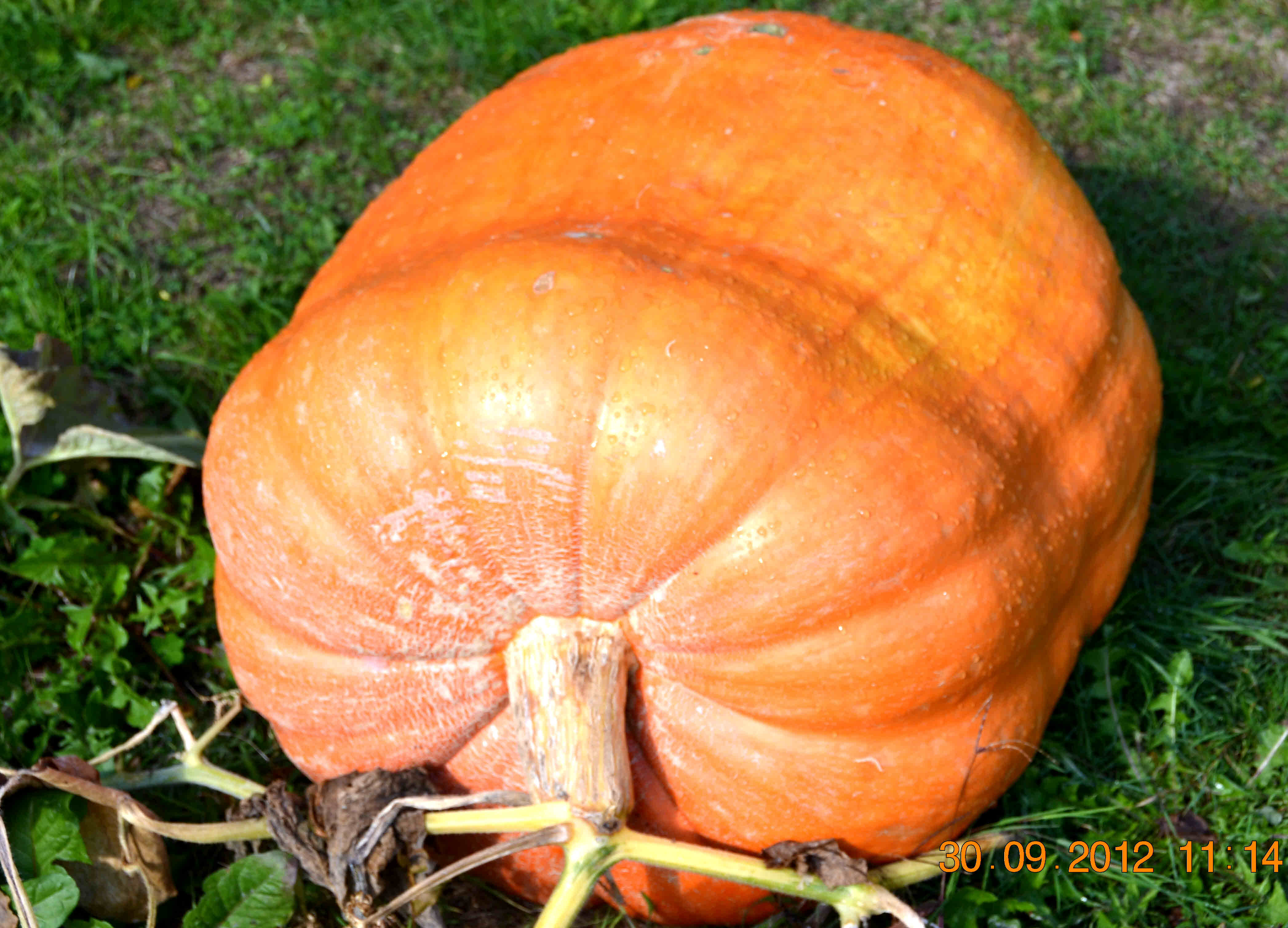